# Bel Ami 2000 oder Wie verführt man einen Playboy
Bel Ami 2000 oder Wie verführt man einen Playboy ist eine österreichische Filmkomödie von Michael Pfleghar aus dem Jahr 1966.

## Handlung
Bel Ami, das meistgelesene Männermagazin der Welt, sucht wie jedes Jahr den Bel Ami, den perfekten Playboy des Jahres. Durch einen Computerfehler wird aus Millionen Männern auf der Erde Buchhalter Peter Knolle als neuer Bel Ami ausgewählt und Chefredakteur Sokker ist entsetzt. Da die Presse bereits informiert wurde, kann man die Wahl nicht für ungültig erklären. Der schüchterne und überraschte Peter wird daher von Fotograf Boy Schock nach Paris gebracht. Er will mit ihm eine Fotostrecke inszenieren, in der Peter als Playboy dargestellt werden soll. An die Presse ist unterdessen ein Artikel über Peters geheimes Doppelleben gegangen – tagsüber biederer Beamter, nachts Partylöwe.
In Paris lernt Peter Ginette kennen, die während seines Aufenthalts seine Geliebte spielt. Ihr gesellt sich Coco hinzu, mit der Boy fotografisch eine Dreiecksbeziehung mit Peter erdichtet. Als am Abend alle in einem Nachtclub tanzen, erfährt Ginette, dass ihr Vater sie besuchen kommen will. Da dieser glaubt, dass seine Tochter in Paris studiert, eilen alle schnell in Ginettes Wohnung und platzieren Peter mit Ginette im Bett. Der Plan geht auf; Ginettes Vater ist nun auf Peter wütend und nicht auf seine Tochter. Als Peter das Lohnbuch des Fabrikanten entdeckt, kann er ihm einige wichtige Tipps zum richtigen Steuerbetrug geben und Ginettes Vater zeigt sich wieder versöhnlich. In Paris treffen Peter und Boy auch Vera, die Redakteurin der Frauenzeitschrift Bettina, wieder, die ihnen von Deutschland aus gefolgt ist. Sie will beweisen, dass Peter kein Bel Ami ist. Peter und Boy flüchten in einem Wagen zum Flughafen, wo sie zwei Matrosen die Kleidung abnehmen und in einem Flugzeug der India Airlines fliehen. Sie landen in Tokio und werden als Tiefseespezialisten empfangen. Peter soll hier eine japanische Spezialrakete testen, die einem U-Boot gleicht und mit der man um die Welt reisen kann. Aus Versehen startet Peter die Rakete zu früh und landet schließlich in Rom. Hier trifft er auf den (Nackt-)Filmstar Anita Bionda, die froh ist, endlich jemanden um sich zu haben, der nicht ständig über Sex redet. Peter gesteht ihr, noch Jungfrau zu sein, und beide schlafen während eines Fluges zu Anitas Wohnung miteinander.
In Rom trifft Peter auf Boy und Vera. Vera hat sich zwar in Peter verliebt, schreibt für ihre Leser aber dennoch die Wahrheit über den vermeintlichen Playboy. Peter eröffnet beiden, dass er ein Verhältnis mit Anita hat, die ihn zudem zu einer Feier am Abend eingeladen habe. Boy deutet an, dass es sich dabei um eine der berüchtigten Nacktpartys handelt, und Peter zieht sich bereits aus, als er in Anitas Wohnung gelassen wird. Nur mit einem Blumenstrauß bekleidet steht er schließlich einer Feiergesellschaft gegenüber, die Anita zu einer Versteigerung ihres Mobiliars eingeladen hatte. Es kommt zu chaotischen Szenen und einer wilden Verfolgungsjagd, an deren Ende Peter abermals mit Boy zusammentrifft. Der berichtet ihm, dass Vera sich zurückziehen und ein einfaches Leben beginnen will. Peter erreicht sie, als sie gerade auf einer Jacht in See stechen will, und geht mit ihr an Bord. Es kommt zur Versöhnung, die Boy mal wieder auf Film bannen will. Sokker zeigt sich am Ende zufrieden mit dem Material, das Boy ihm geliefert hat. Peter wiederum stellt fest, dass doch in jedem ein Bel Ami schlummert.

## Produktion
Die Geschichte von Bel Ami 2000 oder Wie verführt man einen Playboy beruht auf dem Roman Bel ami 66 von Anatol Bratt. Die Idee der Besetzung mit Peter Alexander stammte von dem innovativen Regisseur Michael Pfleghar, der Alexander aus der Schlager-Schablone holen wollte und ihm so die für ihn untypischste Rolle gab. Auf Pfleghar, der sich bei seiner Inszenierung von den frühen Filmen der Beatles inspirieren ließ, geht auch die Auswahl von Alexanders Filmpartnerinnen zurück.
Produzent Karl Spiehs erinnerte sich, dass Peter Alexander nur durch große Überredungskunst von Ehefrau Hilde für den Film gewonnen werden konnte. Der zunehmend an Kinofilmen desinteressierte Star störte sich vor allem an den Hin- und Rückflügen nach Rom, Paris und Tokio. Das Filmteam schaffte es aber, dass er sogar in Tokio nicht auf Marillenknödel verzichten musste.
Der Film kam am 23. November 1966 in die Kinos. Am 21. September 1973 lief er im ZDF erstmals im Fernsehen.
Peter Alexander singt den Titel Bel ami a gogo von Klaus Munro.

## Kritik
Für den film-dienst war Bel Ami 2000 oder Wie verführt man einen Playboy ein „mißglückter, stilistisch uneinheitlicher Versuch, Auswüchse des modernen Lebensstils zu persiflieren. Die ironischen Absichten schlagen größtenteils in geschmacksunsichere Direktheit um.“ „Trotz modernistischer Kino-Gags und knalligem Aufwand hat Pfleghar den Konsum-Sex gar nicht persifliert. Sondern kopiert“, befand Der Spiegel anlässlich der Filmpremiere 1966. Cinema schrieb, das „Tohuwabohu pendelt zwischen derbem Klamauk und einer Persiflage auf die Anfänge der Sexfilmwelle“. Der Evangelische Film-Beobachter zog folgendes Fazit: „Ironische Farb-Groteske aus Österreich, die das, was sie anprangern will (z. B. den Sex-Rummel), genüßlich-breit zum Gegenstand ihrer Darstellungen erhebt. Dieses stellenweise wirklich erheiternde Mixtum Compositum wäre einer besseren Sache würdig gewesen.“